# 風の継承者
『風の継承者』（かぜのけいしょうしゃ）は、2004年11月26日にStudio e.go!から発売された18禁シミュレーションRPGである。また、2008年11月21日にダウンロード版が発売されている。
原画は山本和枝。ゲームはADV形式のシミュレーションバトルの「戦闘パート」と「シナリオパート」に分かれている。

## 戦闘パート
スクウェアマップを用いたターン制タクティカルシミュレーションである。勝利条件は「敵の全滅」で、初期配置は必ず主人公及び人間キャラクター。キャラクターにはAPが設定されておりこれを消費して、行動し戦う。1ターンに行える行動は「攻撃」「移動」「召喚」「固有技」であり、このうち移動はAPの消費が移動歩数に比例しかつ1ターンに1回しか行えない。それ以外の技は、それぞれに必要なAPがあれば何度でも行うことが出来る。召喚は味方となる精霊を召喚し戦力として戦うことが出来るが、主人公を含む特定のキャラクターしか行うことが出来ない。
味方として召喚される精霊は、主人公が勧誘することで入手できる。入手した精霊は精霊固有の技のほか固体固有の技も持っている。それぞれの精霊にはレベルがあり戦闘によって得られる経験値でレベルアップして、一定のレベルになると上位精霊に変化する。その際、それまで持っていた固体固有の技は継承されるため、上位精霊から育てた精霊より多くの技を持つことも多い。また、同じ種類同士の精霊を合体させることが出来、その結果レベル等はその平均となるが技はそれぞれの持つ技の両方を持つことが出来る。これにより合成を繰り返すことで多彩な技を持つ精霊を作ることが出来る。なお精霊は最大16体までしか保有できないため、その組み合わせも戦略の一つとなっている。
ユニットの向きなどに因って敵に与えるダメージは変動するが、クリティカルヒットのようなランダム要素はなく、同一条件であれば必ず同じ結果が生じる。このような仕様により、先読みがしやすく、戦闘の結果を予想することができる。

## ストーリー
西條晃司は幽霊や物の怪といった他人には見えないものを見る能力があり、彼のその力を認めてくれている探偵の下で、その力を利用して学生でありながら探偵のような仕事をしていた。ある日、建設中の工事現場で起こっている怪異を調査して欲しいという依頼を受け、達成したときに宙に浮く力を持った不思議な一人の少女を見つける。サキと名乗る彼女は、晃司は精霊使いの一人で、自分はその使い魔なのだと言われる。その話に半信半疑と思ったが、サキを放置するわけにも行かなかったため彼は仕方なく彼女を自分の妹という事にして連れ帰る。こうして二人の共同生活が始まると共に、周囲では次々と事件が起こっていく。

## キャラクター
西條 晃司（さいじょう こうじ）
声 - 梅小路ピンポン
主人公。他人には見えない不思議なものが見えるため学生ながらその力を利用して探偵のように様々なトラブルを解決することで生計を立てている。金銭的に辛いときなどには師匠的存在である山南真琴の助手を務める事もある。親に勘当されたため現在は一人暮らしをしている。手先が器用で、愛用の傘を改造し色々仕込んで戦う。
サキ
声 - まきいづみ
晃二の前に現れた謎の少女。宙に浮く力を持ち人間では無いのは確かだが一般の精霊とも異なる。自分の名前以外何も覚えていない。世間体から進学先を探すために田舎から出てきた妹 西條 早紀　（さいじょう さき） という事にして一緒に暮らし始める。非常に大食いで制限時間30分のパフェを3分で平らげ、かつ「おかわり」を要求するほどである。戦闘では常に浮遊状態で雷撃による遠距離攻撃ができ、精霊を勧誘して仲間にする事もできる。
山南 晶（やまなみ あきら）
声 - 川村みさき
晃二のクラスメイト。姉と二人暮らしをしており、もっぱら家事全般を切り盛りしている。精霊使いではないが、かなりの武術の実力者。晃司とは幼い頃に一度会った事があるが、お互いにそのことを覚えていない。ある出来事がきっかけで主人公同様に不思議なものが見えるようになり格闘と気孔術で戦えるようになる。
山南 真琴（やまなみ まこと）
声 - あかね
山南晶の姉で、業界では凄腕の探偵行を営む若い女性。和服を好み、愛犬ギンという大型犬が常に側にいる。数年前とある事件に巻き込まれた西條を助けことがきっかけで、彼と師匠と弟子といったような関係になった。性格はぶっきらぼうで言葉遣いも女性らしくはないが、決して思いやりがない訳ではない。攻略キャラとしては唯一戦闘に参加しない。
東野 沙織（あずの さおり）
声 - 金田めい
主人公や晶とは違う良家の息女が集まる女学院に通う少女。ある事件がきっかけで晃二と知り合う。透というの病弱な幼い弟がおり、溺愛している。彼女自身は精霊使いではないが存在には気付いており、何かの力により守られている。洋弓による遠距離攻撃が出来る。
ルイーズ
声 - 彩世ゆう
宇賀神の秘書をしている金髪の外人で日本語は堪能。昔宇賀神に命を助けられた時からの腹心。
若菜 美紗紀（わかな みさき）
声 - 柏木リナ
北小路とパートナーを組んでいる新米刑事。北小路の事を先輩と呼び慕っている。
北小路 聖（きたこうじ すぐる）
声 - どてら四号
警視庁の刑事で階級は警部だが警視になるのも近いと噂されている。過去に起きた事件の犯人を追っている。武器は精霊石の弾を詰めた愛用の拳銃。２周目以降に彼を主人公として西條晃司とは違った視点でプレイできるが、新たに精霊を勧誘することが出来ないハードモードとなる。
西篠 敬一
声 - しがけんじ
晃司の兄で陣内が院長をしている病院に勤めている優秀な医者。弟の晃司を何かと気にかけている。
宇賀神 柾毅
声 - 高岡政人
宇賀神グループの総帥をしていて片手杖を突いているほど高齢な爺さん。東野姉弟の面倒を見ており、二人からは好かれているが……。
東野 透（あずの とおる）
声 - 木島江麻
沙織の弟で病弱のため、普段は宇賀神に用意してもらった自宅で養生している。
ギン
声 - 鉄滝次
山南姉妹に飼われている犬。二人は家族として接しているが、家によく来る晃司には懐かない。カレーを食べるなど人間食が好み。
陣内院長
声 - 一一
西條敬一が勤めている病院の院長。心臓外科の権威。

## 主題歌
オープニングテーマ「虹のむこう」
作曲：AngelNote / 作詞・歌：みるくくるみ
エンディングテーマ「FreeBird」
作曲：ぴょんも / 作詞・歌：CANDY

## 書籍
- 風の継承者 ビジュアル・ガイドブック（ジャイブ株式会社 ISBN 4-86176-146-8）